# Ga Khúc Rồng
Ga Khúc Rồng là một nhà ga xe lửa tại xã Bàn Đạt, huyện Phú Bình, tỉnh Thái Nguyên.
Hiện nay, nhà ga đang bị bỏ hoang và không còn hoạt động nữa.